# Llista d'espècies de segèstrids
Aquesta és la llista d'espècies de segèstrids, una família d'aranyes araneomorfes descrita per Eugène Simon l'any 1983. Conté la informació recollida fins al 28 d'octubre de 2006 i hi ha citats 3 gèneres i 106 espècies; d'elles, 84 pertanyen al gènere Ariadna. La seva distribució, força àmplia, cobreix Europa i grans parts d'Àsia, Àfrica, Amèrica i Oceania.

## Gèneres i espècies

### Ariadna
Ariadna Audouin, 1826
- Ariadna arthuri Petrunkevitch, 1926 (EUA, Índies Occidentals)
- Ariadna ashantica Strand, 1916 (Ghana)
- Ariadna barbigera Simon, 1905 (Illes Chatham)
- Ariadna bellatoria Dalmas, 1917 (Nova Zelanda)
- Ariadna bicolor (Hentz, 1842) (Amèrica del Nord)
- Ariadna bilineata Purcell, 1904 (Sud-àfrica)
- Ariadna boesenbergi Keyserling, 1877 (Brasil, Uruguai, Argentina)
- Ariadna Bolíviana Simon, 1907 (Bolívia, Brasil)
- Ariadna brevispina Caporiacco, 1947 (Tanzània)
- Ariadna burchelli (Hogg, 1900) (Victòria)
- Ariadna caerulea Keyserling, 1877 (Colòmbia, Ecuador)
- Ariadna canariensis Wunderlich, 1995 (Illes Canàries)
- Ariadna capensis Purcell, 1904 (Sud-àfrica)
- Ariadna cephalotes Simon, 1907 (Perú, Bolívia)
- Ariadna corticola Lawrence, 1952 (Sud-àfrica)
- Ariadna crassipalpa (Blackwall, 1863) (Brasil)
- Ariadna daweiensis Yin, Xu & Bao, 2002 (Xina)
- Ariadna decatetracantha Main, 1954 (Oest d'Austràlia)
- Ariadna dentigera Purcell, 1904 (Sud-àfrica)
- Ariadna dissimilis Berland, 1924 (Nova Caledònia)
- Ariadna dysderina L. Koch, 1873 (Queensland)
- Ariadna elaphra Wang, 1993 (Xina)
- Ariadna fidicina (Chamberlin, 1924) (EUA, Mèxic)
- Ariadna gracilis Vellard, 1924 (Perú, Brasil)
- Ariadna gryllotalpa (Purcell, 1904) (Sud-àfrica)
- Ariadna hottentotta Purcell, 1908 (Sud-àfrica)
- Ariadna insidiatrix Audouin, 1826 (Mediterrani)
- Ariadna insularis Purcell, 1908 (Sud-àfrica)
- Ariadna insulicola Yaginuma, 1967 (Xina, Corea, Japó)
- Ariadna isthmica Beatty, 1970 (Nicaragua, Panamà)
- Ariadna javana Kulczyn'ski, 1911 (Java)
- Ariadna jubata Purcell, 1904 (Sud-àfrica)
- Ariadna karrooica Purcell, 1904 (Sud-àfrica)
- Ariadna kibonotensis Tullgren, 1910 (Tanzània)
- Ariadna kisanganensis Benoit, 1974 (Congo)
- Ariadna kolbei Purcell, 1904 (Sud-àfrica)
- Ariadna laeta Thorell, 1899 (Camerun, Príncipe)
- Ariadna lateralis Karsch, 1881 (Xina, Corea, Taiwan, Japó)
- Ariadna lebronneci Berland, 1933 (Illes Marqueses)
- Ariadna lightfooti Purcell, 1904 (Sud-àfrica)
- Ariadna maderiana Warburton, 1892 (Madeira, Salvages)
- Ariadna major Hickman, 1929 (Tasmània)
- Ariadna masculina Lawrence, 1928 (Namíbia)
- Ariadna maxima (Nicolet, 1849) (Xile, Illa Juan Fernandez)
- Ariadna mbalensis Lessert, 1933 (Angola)
- Ariadna meruensis Tullgren, 1910 (Tanzània)
- Ariadna mollis (Holmberg, 1876) (Brasil, Uruguai, Argentina)
- Ariadna montana Rainbow, 1920 (Illa Lord Howe)
- Ariadna monticola Thorell, 1897 (Myanmar)
- Ariadna multispinosa Bryant, 1948 (Hispaniola)
- Ariadna murphyi (Chamberlin, 1920) (Perú)
- Ariadna muscosa Hickman, 1929 (Tasmània)
- Ariadna natalis Pocock, 1900 (Sud-àfrica, Illa Christmas)
- Ariadna nebulosa Simon, 1906 (Índia)
- Ariadna neocaledonica Berland, 1924 (Nova Caledònia)
- Ariadna obscura (Blackwall, 1858) (Brasil)
- Ariadna octospinata (Lamb, 1911) (Queensland)
- Ariadna oreades Simon, 1906 (Sri Lanka)
- Ariadna papuana Kulczyn'ski, 1911 (Nova Guinea)
- Ariadna pectinella Strand, 1913 (Central Àfrica)
- Ariadna pelia Wang, 1993 (Xina)
- Ariadna perkinsi Simon, 1900 (Hawaii)
- Ariadna pilifera O. P.-Cambridge, 1898 (EUA, Mèxic)
- Ariadna pragmatica Chamberlin, 1924 (Mèxic)
- Ariadna pulchripes Purcell, 1908 (Sud-àfrica)
- Ariadna rapinatrix Thorell, 1899 (Camerun, Príncipe)
- Ariadna ruwenzorica Strand, 1913 (Central Àfrica)
- Ariadna sansibarica Strand, 1907 (Zanzíbar)
- Ariadna scabripes Purcell, 1904 (Sud-àfrica)
- Ariadna segestrioides Purcell, 1904 (Sud-àfrica)
- Ariadna segmentata Simon, 1893 (Tasmània)
- Ariadna septemcincta (Urquhart, 1891) (Nova Zelanda)
- Ariadna similis Purcell, 1908 (Sud-àfrica)
- Ariadna snellemanni (van Hasselt, 1882) (Sumatra, Krakatoa, Filipines)
- Ariadna solitaria Simon, 1891 (Saint Vincent)
- Ariadna taprobanica Simon, 1906 (Sri Lanka)
- Ariadna tarsalis Banks, 1902 (Perú, Illes Galápagos)
- Ariadna thyrianthina Simon, 1908 (Oest d'Austràlia)
- Ariadna tovarensis Simon, 1893 (Veneçuela)
- Ariadna tubicola Simon, 1893 (Veneçuela)
- Ariadna umtalica Purcell, 1904 (Sud-àfrica)
- Ariadna ustulata Simon, 1898 (Seychelles)
- Ariadna viridis Strand, 1906 (Namíbia)
- Ariadna weaveri Beatty, 1970 (Mèxic)

### Gippsicola
Gippsicola Hogg, 1900
- Gippsicola raleighi Hogg, 1900 (Victòria)

### Segestria
Segestria Latreille, 1804
- Segestria bavarica C. L. Koch, 1843 (Europa fins a Azerbaijan)
- Segestria bella Chamberlin & Ivie, 1935 (EUA)
- Segestria cavernicola Kulczyn'ski, 1915 (Itàlia)
- Segestria croatica Doleschall, 1852 (Croàcia)
- Segestria cruzana Chamberlin & Ivie, 1935 (EUA)
- Segestria danzantica Chamberlin, 1924 (Mèxic)
- Segestria davidi Simon, 1884 (Síria)
- Segestria florentina (Rossi, 1790) (Europa fins a Geòrgia)
- Segestria fusca Simon, 1882 (Portugal, Espanya, França, Itàlia)
- Segestria inda Simon, 1906 (Índia)
- Segestria madagascarensis Keyserling, 1877 (Madagascar)
- Segestria nipponica Kishida, 1913 (Japó)
- Segestria pacifica Banks, 1891 (EUA)
- Segestria pusilla Nicolet, 1849 (Xile)
- Segestria pusiola Simon, 1882 (Còrsega, Algèria)
- Segestria ruficeps Guérin, 1832 (Brasil, Uruguai, Argentina)
- Segestria saeva Walckenaer, 1837 (Nova Zelanda)
- Segestria sbordonii Brignoli, 1984 (Creta)
- Segestria senoculata (Linnaeus, 1758) (Paleàrtic)
  - Segestria senoculata castrodunensis Gétaz, 1889 (Suïssa)
- Segestria turkestanica Dunin, 1986 (Àsia central)